# Sixten Söderström
Sixten Emanuel Söderström, född 16 mars 1894 i Östersund, död 22 april 1968 i Stockholm, var en svensk målare.
Söderström studerade vid Althins och Berggrens målarskolor i Stockholm och var efter studierna verksam som landskapsmålare. På beställning av H. Ax:son Johnson utförde han en serie oljemålningar av Berga slott i Stockholms län. Han medverkade på 1930-talet i samlingsutställningar med Sveriges allmänna konstförening.  